# Wisztyniec (gmina)
Wisztyniec – dawna gmina wiejska istniejąca na przełomie XIX i XX wieku w guberni suwalskiej. Siedzibą władz gminy był Wisztyniec (lit. Vištytis) (do 1870 odrębna gmina miejska).
W czasach Królestwa Polskiego gmina Wisztyniec należała do powiatu wyłkowyskiego w guberni suwalskiej. 19 maja?/31 maja 1870 do gminy przyłączono pozbawiony praw miejskich Wisztyniec; równocześnie od gminy Wisztyniec odłączono 17 wsi, które złożyły się na nowo utworzoną gminę Kopsodzie. 
Po odzyskaniu niepodległości przez Polskę i Litwę powiat wyłkowyski na podstawie umowy suwalskiej wszedł 10 października 1920 w skład Litwy.